# Жуан Виктор (футболист, 2002)
Жуан Виктор да Силва Оливейра (порт. João Victor da Silva Oliveira; родился 6 апреля 2002, Бразилия) — бразильский футболист, полузащитник клуба «Ред Булл Бразил».

## Биография
Жуан Виктор — воспитанник клуба «Атлетико Паранаэнсе». С основной командой клуба находится с сезона 2020. 15 октября 2020 года дебютировал в бразильской Серии А в поединке против «Коринтианса», выйдя на замену на 88-й минуте вместо Абнера.
В 2022 году выступал за «Ред Булл Бразил» в чемпионате штата Сан-Паулу.